# أدولف إيه. بيرلي
أدولف أغسطس بيرلي جونيور (بالإنجليزية: Adolf A. Berle) (29 يناير 1895 – 17 فبراير 1971) محام ومعلم ومؤلف ودبلوماسي أمريكي. كان مؤلف كتاب «المؤسسة الحديثة والملكية الخاصة»، وهو عمل رائد في مجال إدارة الشركات، وكان أيضًا عضوًا مهمًا بين المستشارين المقربين للرئيس الأمريكي فرانكلين روزفلت.

## النشأة
ولد بيرلي في بوسطن بولاية ماساتشوستس، ابنًا لماري أوغستا (رايت) وأدولف أغسطس بيرلي. التحق بكلية هارفارد في سن الرابعة عشرة، وحصل على درجة البكالوريوس في عام 1913 ودرجة الماجستير في عام 1914. التحق بعد ذلك بكلية الحقوق بجامعة هارفارد. في عام 1916، وفي عمر الحادية والعشرين، أصبح ثاني أصغر خريج في تاريخ الجامعة، بعد لويس برانديز فقط.

## مسيرته

### مهنته المبكرة
بعد التخرج، التحق بيرلي بالجيش الأمريكي. كانت مهمته الأولى كضابط مخابرات هي المساعدة في زيادة إنتاج السكر في جمهورية الدومينيكان من خلال حل النزاعات المتعلقة بالممتلكات والعقود بين ملاك الأراضي في الريف. بعد الحرب العالمية الأولى مباشرة، أصبح بيرلي عضوًا في الوفد الأميركي إلى مؤتمر باريس للسلام، فدعا إلى حقوق الدول الأصغر في تقرير مصيرها. في عام 1919، انتقل بيرلي إلى مدينة نيويورك وأصبح عضوًا في شركة الحقوق «بيرلي، وبيرلي وبرونر».

### المؤسسة الحديثة والملكية الخاصة
قد أصبح بيرلي أستاذًا لقانون الشركات في كلية الحقوق بجامعة كولومبيا عام 1927، وظل في الكلية حتى تقاعد عام 1964. عُرف بشكل واضح من خلال عمله الرائد في مجال إدارة الشركات، والذي شارك في إعداده الخبير الاقتصادي غاردينر مينز، تحت عنوان «المؤسسة الحديثة والملكية الخاصة». إن ذلك العمل هو النص الأكثر اقتباسًا ضمن دراسات إدارة الشركات. أظهرت شركة بيرلي ومينز أن وسائل الإنتاج في اقتصاد الولايات المتحدة كانت متركزة إلى حد كبير في أيدي أكبر 200 شركة، وداخل الشركات الكبرى، كان المديرون مسيطرين على الشركات على الرغم من الملكية الرسمية للمساهمين.
اعتقد بيرلي أن وقائع التركيز الاقتصادي كانت تعني أن تأثيرات نظرية السعر التنافسي كانت وهمية إلى حدّ كبير. في حين دعا البعض إلى كسر الائتمان، وتفكيك تركيزات الشركات إلى كيانات أصغر حجمًا لاستعادة القوى التنافسية، اعتقد بيرلي أن ذلك لن يكون ذا نفع من الناحية الاقتصادية. بدلًا من ذلك، سعى إلى فرض التنظيمات الحكومية، وأصبح مهتمًا بمدرسة إدارة أمور الاقتصاد بما يتماشى مع المصالح العامة، والتي دعت بدورها إلى قبول قيادة الشركات (والتي نظريًا، إلى حد ما، قبلت بالفعل) بأنها لابد أن تفي بالمسؤوليات تجاه المجتمع بالإضافة إلى مسؤولياتها التقليدية تجاه المساهمين. على قانون الشركات هذا أن يعكس الواقع الجديد، كتب في مجلة «ذا موديرن كوربوريشن»: «بناء على ذلك، يمكن اعتبار قانون الشركات قانونًا دستويًا محتملًا للدولة الاقتصادية الجديدة، في حين أن ممارسة الأعمال التجارية تأخذ على نحو متزايد جانب إدارة أمور الاقتصاد بما يتماشى مع مصالح الدولة».

### هيئة مستشاري روزفلت
كانت بيرلي عضوًا أصيلًا ضمن هيئة مستشاري الرئيس الأمريكي فرانكلين روزفلت، وهي مجموعة من المستشارين الذين كانوا يضعون توصيات متعلقة بالسياسات. تراوح تركيز بيرلي ما بين الانتعاش الاقتصادي إلى الاستراتيجية الدبلوماسية خلال حملة روزفلت الانتخابية عام 1932. تم تصنيف خطاب روزفلت «خطاب جمعية الكومنولث»، الذي كان قد كتبه بيرلي حول تدخل الحكومة في السياسة الصناعية والاقتصادية، عام 2000 كثاني أفضل خطاب خلال الحملة الرئاسية للقرن العشرين من قبل علماء الخطاب العام.
ينما كان بيرلي مستشارًا غير رسمي لروزفلت بعد الانتخابات، عاد إلى مدينة نيويورك وأصبح مستشارًا رئيسيًا في الحملة الانتخابية البلدية الناجحة للإصلاحي فيوريلو لاغارديا. في الفترة بين عامي 1934 و1938، أدار بيرلي الشؤون المالية للمدينة وكأنه أمين الخزنة الأخير.

## روابط خارجية
- أدولف إيه. بيرلي على موقع الموسوعة البريطانية (الإنجليزية)
- أدولف إيه. بيرلي على موقع مونزينجر (الألمانية)